# Giro del Trentino 1982
Il Giro del Trentino 1982, sesta edizione della corsa, si svolse dal 4 al 6 maggio su un percorso di 603 km ripartiti in 3 tappe, con partenza ad Arco e arrivo a Trento. Fu vinto dall'italiano Giuseppe Saronni della Del Tongo-Colnago davanti ai suoi connazionali Francesco Moser e Gianbattista Baronchelli.

## Tappe
| Tappa  | Data     | Percorso       | km  | Vincitore di tappa       | Leader cl. generale      |
| ------ | -------- | -------------- | --- | ------------------------ | ------------------------ |
| 1ª     | 4 maggio | Arco > Lodrone | 177 | Gianbattista Baronchelli | Gianbattista Baronchelli |
| 2ª     | 5 maggio | Lodrone > Cles | 215 | Walter Delle Case        | Giuseppe Saronni         |
| 3ª     | 6 maggio | Cles > Trento  | 211 | Giuseppe Saronni         | Giuseppe Saronni         |
| Totale | Totale   | Totale         | 603 |                          |                          |

## Dettagli delle tappe

### 1ª tappa
- 4 maggio: Arco > Lodrone – 177 km

| Pos. | Corridore                | Squadra    | Tempo    |
| ---- | ------------------------ | ---------- | -------- |
| 1    | Gianbattista Baronchelli | Bianchi    | 4h15'50" |
| 2    | Giuseppe Saronni         | Del Tongo  | a 6"     |
| 3    | Moreno Argentin          | Sammontana | s.t.     |

| Pos. | Corridore                | Squadra | Tempo |
| ---- | ------------------------ | ------- | ----- |
| 1    | Gianbattista Baronchelli | Bianchi |       |

### 2ª tappa
- 5 maggio: Lodrone > Cles – 215 km

| Pos. | Corridore         | Squadra   | Tempo    |
| ---- | ----------------- | --------- | -------- |
| 1    | Walter Delle Case | Atala     | 5h27'49" |
| 2    | Giuseppe Saronni  | Del Tongo | s.t.     |
| 3    | Francesco Moser   | Famcucine | s.t.     |

| Pos. | Corridore        | Squadra   | Tempo |
| ---- | ---------------- | --------- | ----- |
| 1    | Giuseppe Saronni | Del Tongo |       |

### 3ª tappa
- 6 maggio: Cles > Trento – 211 km

| Pos. | Corridore        | Squadra    | Tempo    |
| ---- | ---------------- | ---------- | -------- |
| 1    | Giuseppe Saronni | Del Tongo  | 5h56'44" |
| 2    | Francesco Moser  | Famcucine  | s.t.     |
| 3    | Moreno Argentin  | Sammontana | s.t.     |

| Pos. | Corridore                | Squadra   | Tempo     |
| ---- | ------------------------ | --------- | --------- |
| 1    | Giuseppe Saronni         | Del Tongo | 15h30'23" |
| 2    | Francesco Moser          | Famcucine | s.t.      |
| 3    | Gianbattista Baronchelli | Bianchi   | s.t.      |

## Classifiche finali

### Classifica generale
| Pos. | Corridore                | Squadra                          | Tempo     |
| ---- | ------------------------ | -------------------------------- | --------- |
| 1    | Giuseppe Saronni         | Del Tongo-Colnago                | 15h30'23" |
| 2    | Francesco Moser          | Famcucine-Campagnolo             | s.t.      |
| 3    | Gianbattista Baronchelli | Bianchi-Piaggio                  | s.t.      |
| 4    | Moreno Argentin          | Sammontana-Benotto               | s.t.      |
| 5    | Alessandro Paganessi     | Bianchi-Piaggio                  | s.t.      |
| 6    | Franco Chioccioli        | Selle Italia-Chinol              | s.t.      |
| 7    | Fabrizio Verza           | Gis Gelati-Olmo                  | s.t.      |
| 8    | Wladimiro Panizza        | Del Tongo-Colnago                | a 2"      |
| 9    | Roberto Visentini        | Sammontana-Benotto               | s.t.      |
| 10   | Franco Conti             | Selle San Marco-Wilier Triestina | a 25"     |